# Il disgelo
Il disgelo (in russo Оттепель?, Ottepel') è un romanzo dello scrittore russo Il'ja Grigor'evič Ėrenburg pubblicato in due parti tra il 1954 e il 1955. Ambientato negli anni immediatamente successivi alla morte di Stalin, rappresentò il primo tentativo della cultura sovietica di liberarsi dal dogmatismo artistico del realismo socialista. Il titolo stesso del romanzo diventò il paradigma per definire la breve stagione del segretario generale Nikita Chruščëv: un 'disgelo' che non coinvolge solo il periodo della cosiddetta guerra fredda, ma anche e soprattutto il clima politico interno dell'Unione Sovietica: democratizzazione, critica e autocritica arrivano anche nel campo artistico, e questo comporta una maggiore libertà d'espressione.

## Trama
Il romanzo è ambientato in una immaginaria città del medio-basso corso del Volga, non distante da Saratov, tra l'autunno 1953 e la primavera 1955.
Durante una riunione del Circolo dei lettori della fabbrica nella quale lavora, mentre si discute di un romanzo (gli accenni alla trama sembrano anticipare proprio il triangolo amoroso de Il disgelo), l'ingegner Koroteev critica il comportamento del protagonista che si è innamorato della moglie del suo migliore amico. Lena, giovane moglie del direttore della Fabbrica che si trova tra gli ascoltatori della serata, ritiene che l'intervento di Koroteev sia un messaggio occulto diretto proprio a lei: tra i due è nata da qualche tempo un'amicizia molto stretta trasformatasi in un amore non confessato. Lena decide perciò di interrompere la frequentazione.
In realtà Koroteev ha parlato con leggerezza del romanzo perché soffre l'impossibilità di amare Lena, sposata con il suo superiore. Uno dei colleghi ingegneri, il costruttore capo Sokolovskij, nutre a sua volta una passione segreta per la dottoressa Vera Ščerer, medico nell'ospedale della Fabbrica, rimasta vedova dopo la morte del marito in guerra.
La Grande guerra patriottica (così era conosciuta in URSS la Seconda guerra mondiale, sul suo fronte orientale) ha inciso profondamente nella società sovietica: molti dei protagonisti de “Il disgelo”, sia uomini che donne, hanno combattuto nell'Armata Rossa. Per esempio il fratello di Lena è morto, il padre è rimasto invalido, mentre Koroteev è arrivato fino a Berlino, e in Germania ha dovuto assistere all'inutile morte della telefonista del reggimento della quale era innamorato.
Lena e Koroteev si incontravano talvolta a casa di Puchov, vecchio bolscevico e insegnante nella stessa scuola di lei, collocato a riposo a causa dell'angina pectoris. Suo figlio Volodja è un giovane e conosciuto pittore tornato a vivere e lavorare in provincia dopo anni passati a Mosca al centro della scena artistica. Volodja decide di ritrarre Zuravlëv, il direttore della Fabbrica, giudicato dai suoi sottoposti un piccolo burocrate. Casa Puchov è frequentata anche dal giovane ingegnere Savčenko, innamorato della sua coetanea Sonja, la sorella del pittore Volodja. La ragazza però temporeggia e non vuole sposarlo nell'imminenza della laurea, temendo di ricevere una destinazione lavorativa troppo distante.
Lena chiede la separazione al marito e affitta insieme alla figlia una stanza presso la dottoressa Ščerer. Una tromba d'aria danneggia irreparabilmente le abitazioni operaie, la cui manutenzione è stata trascurata dal direttore Zuravlëv che ha voluto concentrare tutti gli sforzi lavorativi sul raggiungimento degli obiettivi di produzione. Richiamato a Mosca, Zuravlëv viene destituito e trasferito. L'incomprensione tra Lara e Koroteev prosegue: malgrado si amino in segreto, ognuno è sicuro di non essere corrisposto finché un giorno, incontrandosi casualmente in strada, cadono praticamente una nelle braccia dell'altro.
Nel frattempo Lena riceve la prima destinazione lavorativa nella città di Penza, dove ritrova  Zuravlëv trasferito per punizione. Il nuovo direttore che ha preso il suo posto alla Fabbrica, Golovanov, ha saputo creare un clima più collaborativo; questo almeno finché non scoppia il caso di Sokolovskij; il costruttore capo propone di adottare un nuovo standard di lavorazione che si sta affermando, l'elettroerosione, e di tenere in considerazione l'opinione della fabbrica committente. Viene però accusato di presunzione da alcuni suoi colleghi legati al vecchio direttore Zuravlëv, e il suo carattere cinico e aggressivo fa sì che Golovanov si schieri contro di lui. Viene deferito al Comitato di fabbrica del Partito che gli commina una sanzione, a favore della quale vota anche Koroteev, adeguandosi controvoglia alla maggioranza. Nei giorni successivi però, anche grazie all'incomprensione di Lena per il suo atteggiamento, ci ripensa; siccome è deputato al Soviet cittadino, propone all'assemblea del Partito, istanza superiore rispetto al comitato di fabbrica, di non ratificare la sanzione.
Contemporaneamente a questo dissidio, si svolge il complesso rapporto di Volodja Puchov con il suo ex compagno di scuola Saburov, oggi pittore paesaggista considerato non in linea con la politica artistica ufficiale. Volodja riconosce invece il talento dell'amico e fa in modo di promuoverlo; però nel momento in cui il modesto Saburov conquista un passo alla volta il gusto dei concittadini e anche qualche articolo di giornale, la gelosia professionale di Volodja, che si abbandona a un manierismo molto conforme all'arte ufficiale, rovina la loro amicizia.
Durante una lunga malattia invernale, Sokolovskij viene assistito da Vera e una volta fuori rischio trova il coraggio di confessare i propri sentimenti. La fortuna volge dalla sua parte: dopo un supplemento di istruttoria chiesto dal Ministero, e con il consenso entusiasta dei committenti, l'elettroerosione viene adottata anche nella Fabbrica.
Finalmente anche Sonja e Savčenko superano le incomprensioni e i fraintendimenti che li dividono e si dichiarano uno all'altra.

## Personaggi
L'età dei personaggi, specificata di volta in volta dall'autore, si riferisce all'inizio della narrazione (autunno 1953)
- Dmitrij Sergeevič Koroteev (35 anni) ingegnere e deputato al Soviet cittadino
- Iván Vasilevič Zuravlëv (37 anni) direttore della Fabbrica, marito di Lena
- Lena Borísovna (29 anni) moglie del direttore Zuravlëv
- Grigorij Evdókimovič Savčenko (25 anni) giovane ingegnere innamorato di Sonja
- Evgenij Vladimírovič Sokolovskij (57 anni) abile costruttore capo della Fabbrica, ama in segreto Vera Ščerer
- Andréj Ivánovič Puchov (64 anni) vecchio bolscevico che ha fatto la guerra civile, ex insegnante, ammalato di angina pectoris
- Vladimir Andreevič Puchov, detto Volodja (34 anni) pittore, figlio di  Andrej Ivanovič
- Vera Grigorevna Ščerer (43 anni) dottoressa della Fabbrica, vedova di guerra
- Sonja Andreevna Puchova (25 anni) figlia di Andrej Ivanovič, è innamorata di Savčenko
- Tanečka Orlova (32 anni) attrice e amante di Volodja Puchov

Personaggi minori
- Mašenka (Marija) figlia di Sokolovskij, emigrata in Belgio con la madre
- Saburov – pittore amico di Volodja Puchov
- Glafira Antonovna (Glaša) moglie di Saburov
- Antonina Pavlovna – madre di Lena e presidente del Kolchoz 'Krasnyi Put'
- Nikolaj Christoforovič Golovanov – nuovo direttore della Fabbrica dopo l'allontanamento di  Zuravlëv
- Ekaterina Alekseevna Dmitreva – nuova direttrice della scuola in cui insegna Lena
- Nadežda Egorovna – moglie di V.A. Puchov
- Šuročka Ivanovna Zuravlëva – figlia di Lena

## Critica
La prima parte del romanzo venne pubblicata sul numero di maggio 1954 della rivista Знамя (Znamja). È sorprendente la capacità di Ėrenburg di scegliere la parola giusta, che diventa molto più di uno slogan: l'intera epoca che coincide con il mandato politico di Chruščëv è ancora oggi definita “Il disgelo”.
Per la società sovietica del tempo, invece, 'disgelo' è soprattutto la libertà di parlare di sentimenti senza attenersi ai temi edificanti della cultura proletaria e del progresso socialista.

## Edizioni
- Iljà Ehrenburg, Il disgelo, 2 volumi, Einaudi, 1955-57
- Iljà Ehrenburg, Il disgelo,  pp. 383, Collana “Libri del Pavone” n. 227/228, Mondadori, 1960